# Falling in Between Live
Falling in Between Live es el quinto álbum en vivo y última grabación de la banda estadounidense Toto antes de su disoulucion en el 2008, publicado en 2007. Fue grabado en vivo en Le Zénith, París, Francia. El álbum cuenta con un CD doble y 23 canciones el cual también salió un DVD.
Es el primer registro de Toto en presentar al bajista Leland Sklar, la sustitución de Mike Porcaro debido a una lesión en la mano y el segundo disco con el tecladista Greg Phillinganes, en sustitución de David Paich que se ha retirado de las giras, pero sigue siendo un miembro activo en el estudio.

## Pistas

### Disco 1
1. "Falling In Between" (Steve Lukather/David Paich/Simon Phillips/Mike Porcaro/Bobby Kimball/Greg Phillinganes)-5:22
2. "King of the World" (Bobby Kimball/Steve Lukather/David Paich/ Steve Porcaro /Simon Phillips/Mike Porcaro) -5:32
3. "Pamela" (David Paich/ Joseph Williams) -5:42
4. "Bottom Of Your Soul" (Steve Lukather/David Paich/Simon Phillips/Mike Porcaro/Bobby Kimball) -7:04
5. "Caught In The Balance" (Steve Lukather/David Paich/Simon Phillips/Mike Porcaro/ Stan Lynch /Bobby Kimball) -6:44
6. "Don't Chain My Heart" (David Paich/Steve Lukather/ Jeff Porcaro /Mike Porcaro) -5:37
7. "Hold the Line" (David Paich) -4:22
8. "Stop Loving you" (Steve Lukather/David Paich) -3:22
9. "I'll Be over you" (Steve Lukather/ Randy Goodrum) -2:29
10. "Cruel" (Jerry Leiber /Simon Phillips/Bobby Kimball/Steve Lukather) -2:44
11. "Greg Solo" (Greg Phillinganes) -6:21

### Disco 2
1. "Rosanna" (David Paich) -9:19
2. "I'll Supply the Love" (David Paich) -1:56
3. "Isolation" (Steve Lukather/David Paich/Fergie Frederiksen) -2:50
4. "Gift of Faith" (Steve Lukather/David Paich/Stan Lynch) -2:37
5. "Kingdom Of Desire" (Danny Kortchmar) -2:51
6. "Luke Solo" (Steve Lukather) -6:07
7. "Hydra" (David Paich/Steve Porcaro/Jeff Porcaro/Steve Lukather/Bobby Kimball/David Hungate) -2:04
8. "Simon Solo" (Simon Phillips) -3:42
9. "Taint Your World" (Steve Lukather/David Paich/Simon Phillips/Mike Porcaro/Bobby Kimball) -2:07
10. "Gypsy Train" (David Paich/Steve Lukather/Jeff Porcaro/Mike Porcaro) -7:10
11. "Africa" (David Paich/Jeff Porcaro) -6:15
12. "Drag Him To The Roof" (Steve Lukather/David Paich/Stan Lynch) -9:14

## Personal
- Bobby Kimball: Voz
- Steve Lukather: Guitarra eléctrica, electroacústica y voz.
- Tony Spinner: Guitarras, voz.
- Leland Sklar: Bajo
- Greg Phillinganes: Teclados, voz.
- Simon Phillips: Batería